# Vây cá

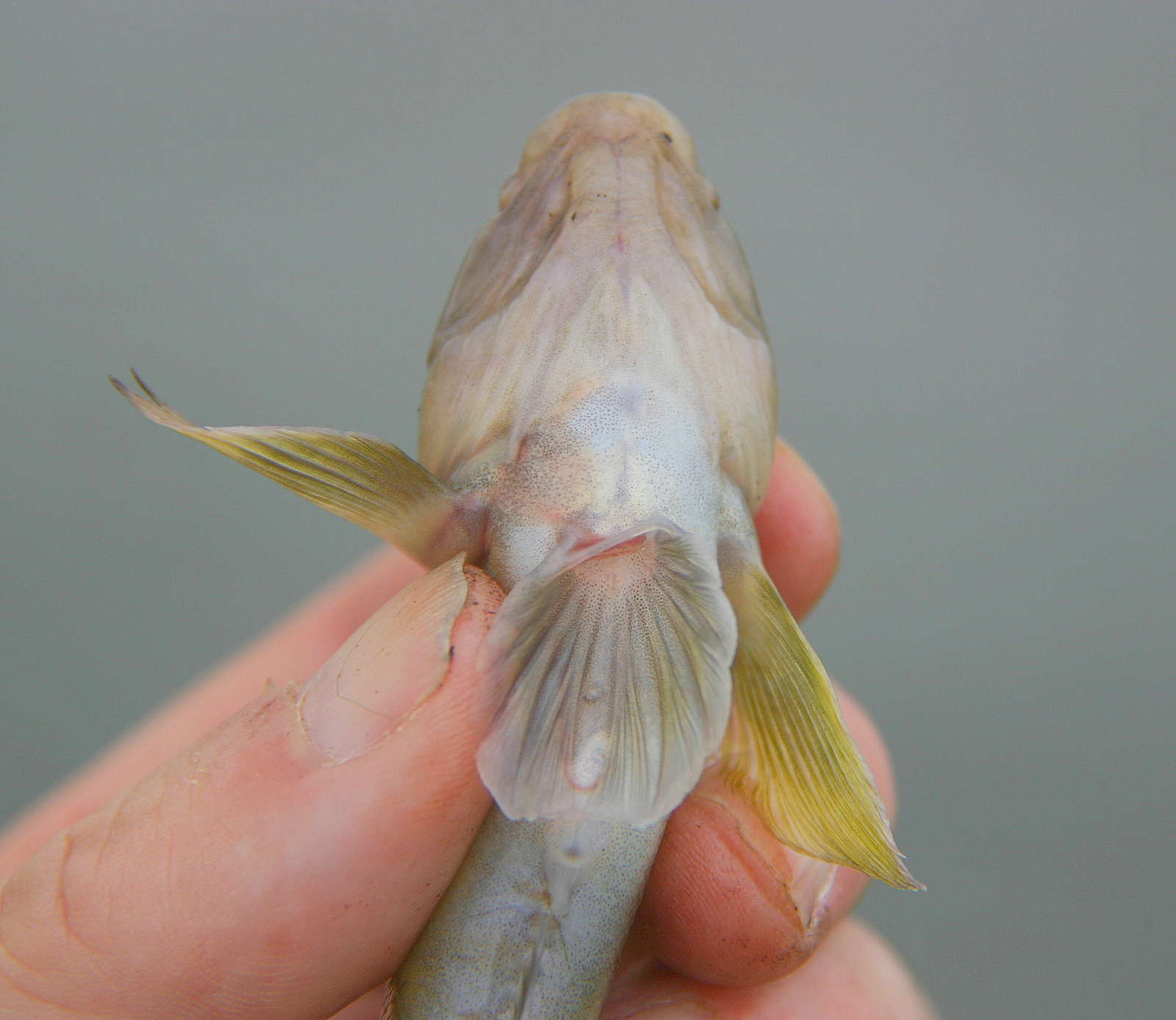
Vây của một con cá bống

Vây cá hay vi cá là cơ quan di chuyển và giữ thăng bằng của cá. Thông thường vây cá đối với con người thường không ăn được và hay bị hóc xương khi nuốt phải, tuy vậy, đối với loại vây cá mập thì là một đặc sản.

## Cấu tạo
Cấu tạo của vây cá gồm 3 phần: Màng da là bộ phận nằm ở ngoài cùng. Nhiệm vụ của màng da là bao quanh và nối các tia vây với nhau. Tia vây là các tia kéo ra trên vây của các loài cá có vây. Dựa vào hình dạng cấu tạo có thể chia các tia vây làm bốn loại: Gai cứng: Là loại tia vây hoá xương hoàn toàn, không phân đốt, không phân nhánh, có cấu trúc đơn. Một số loại gai cứng còn gọi là ngạnh, và thường một số ngạnh có độc, có thể đâm, chích gây ngộ độc cho đối tượng, chẳng hạn như một số loài cá ngát.
Gai mềm (gai giả): Là loại tia vây hoá xương chưa hoàn toàn, không phân đốt, không phân nhánh, có cấu trúc đôi. Tia mềm không phân nhánh (tia đơn): Là loại tia vây có phân đốt, không phân nhánh, có cấu trúc đôi. Tia mềm phân nhánh: Là loại tia vây có phân đốt, phân nhánh và cấu trúc đôi. Cơ gốc vây: Nằm ở gốc các vây. Các cơ nầy phối hợp với các tia vây giúp cá bơi lội và giữ thăng bằng.
Sâu bên trong giải phẫu thì vi cá có cấu tạo gắn liền với bộ xương cá. Xương chi của cá gồm có ương vi chẳn. Vi ngực: Gồm có đai vi ngực và vi ngực. Đai vi ngực: Có hai xương vẩy, hai xương thái dương, hai xương trên đòn, hai xương đòn, hai xương mỏ quạ và hai xương bả vai. Vi ngực: Gồm có xương gốc vi và các tia vi. Vi bụng: Cũng gồm có xương đai hông và vi bụng. Đai hông: Gồm có 2 xương cánh gốc nằm cạnh nhau ở mặt bụng của cá. Vi bụng: Chỉ có các tia vi bụng gắn trực tiếp vào xương cánh gốc.
Xương vi lẻ. Vi lưng và vi hậu môn: Có cấu tạo khá giống nhau, gồm có các xương nâng vi nằm bên trong cơ thể và các tia vi nằm bên ngoài cơ thể cá. Vi đuôi: Dựa vào hình dạng cấu tạo có xếp vi đuôi cá vào 3 dạng: Dạng nguyên thủy: Đoạn cuối của xương sống đi vào giữa vi đuôi, các tia vi đuôi gắn trực tiếp vào các đốt sống. Dạng dị hình: Vi đuôi chia làm 2 phần không bằng nhau. Đoạn cuối của xương sống đi vào thùy vi đuôi lớn.
Các tia vi đuôi cũng gắn trực tiếp vào các đốt sống. Dạng đồng hình: Vi đuôi chia làm 2 phần tương đương nhau. Đoạn cuối của xương sống không đi vào vi đuôi. Các tia vi đuôi không gắn trực tiếp vào các đốt sống cuối. Ngoài ra còn có: Tia vi lưng (cá sụn), xương nâng vi, tia vi lưng (cá xương), tia vi hậu môn, xương nâng lưng, xương nâng vi hậu môn (cá sụn), Xương nâng vi hậu môn (cá xương).
Phần lớn các loài cá chuyển động bằng cách co các cặp cơ ở hai bên xương sống một cách so le. Sự co cơ này tạo ra đường cong hình chữ S làm cơ thể cá chuyển động xuống dưới. Khi đường cong đạt tới vây cuối thì lực phản hồi được tạo ra. Lực phản hồi này, kết hợp với các vây, làm cá chuyển động về phía trước. Các vây của cá có tác dụng như là các thiết bị ổn định của máy bay. Các vây cũng làm tăng diện tích bề mặt của đuôi, cho phép cá có được gia tốc lớn hơn.